# استان کورسک (۱۹۲۸-۱۷۹۶)

نشان استان کورسک

استان کورسک ( روسی: Ку́рская губе́рния ) یک بخش اداری از امپراتوری روسیه بود که در روسیه اروپایی قرار داشت. از سال ۱۹۲۸ تا ۱۷۹۶ وجود داشت. مرکز آن شهر کورسک بود.

استان کورسک در قلمرو امپراتوری روسیه